# Nancy Cartwright (filósofa)
Nancy Cartwright FBA (New Castle, 24 de junio de 1944) es una filósofa de la ciencia y profesora de filosofía en la Universidad de California en San Diego y la Universidad de Durham.

## Biografía
Cartwright obtuvo una licenciatura en matemáticas en la Universidad de Pittsburgh (en 1966) y un doctorado en filosofía en la Universidad de Illinois, en Chicago (en 1971). Su tesis se basó en el concepto de la mezcla en la mecánica cuántica. Antes de tomar sus cátedras actuales, fue profesora en la Universidad de Maryland (entre 1971 y 1973), en la Universidad Stanford (entre 1973 y 1991) y la Escuela de Economía de Londres (entre 1991 y 2012).
Ha dado clases como profesor visitante en 
la Universidad de Cambridge (1974),
la UCLA (1976),
la Universidad Princeton (1978),
la Universidad de Pittsburgh (1984),
el Caltech y
la Universidad de Oslo.
Actualmente (2017) es catedrática distinguida honoraria en la Universidad Nacional Tsing Hua, en Taiwán, e investigadora visitante de la universidad Ca' Foscari en Venecia (Italia).
Cofundó el Centro para Filosofía de Ciencia Natural y Social (CPNSS) en la Escuela de Economía de Londres (LSE), y el Centre for Humanities Engaging Science and Society (CHESS) en la Universidad de Durham (2012).
Cartwright ha sido mentora de varios alumnos en Reino Unido y Estados Unidos, quienes se han convertido en filósofos de la ciencia, incluyendo Naomi Oreskes, Carl Hoefer, Mauricio Suárez, Andrew Hamilton, Julian Reiss, Romano Frigg, Gabriele Contessa, Anna Alexandrova, Leah McClimans, Jacob Stegenga, Jeremy Howick, Marta Halina, Joyce Havstad, Sindhuja Bhakthavatsalam, Peter Menzies, Martin Thomson-Jones, Brown Mate, Hasok Chang, Jordi Cat, Sophia Efstathiou, Sang Wook Yi, Towfic Shomar y Szu-Ting Chen. También fue supervisora de Saif al Islam Gadafi, el hijo de Muamar Gadafi.

## Principales contribuciones
El enfoque de Cartwright en la filosofía de la ciencia está asociada con la "Escuela de Stanford" de Patrick Suppes, John Dupré, Peter Galison e Ian Hacking. Se caracteriza por un énfasis en la práctica científica en oposición a las teorías científicas abstractas. Cartwright ha realizado importantes contribuciones a los debates sobre las leyes de la naturaleza, la causalidad y la inferencia causal, los modelos científicos en las ciencias naturales y sociales, la objetividad y la unidad de la ciencia. Su trabajo reciente se centra en la evidencia y su uso para informar las decisiones políticas.
Carl Hoefer describe la filosofía de Cartwright en los siguientes términos:
   "La filosofía de la ciencia de Nancy Cartwright es, en su opinión, una forma de empirismo, pero empirismo en el estilo de Neurath y Mill, en lugar de Hume o Carnap. Sus preocupaciones no son los problemas de escepticismo, inducción o demarcación; le preocupa cómo la ciencia real logra los éxitos que logra, y qué tipo de presuposiciones metafísicas y epistemológicas se necesitan para comprender ese éxito."
   "Cartwright, al igual que muchos científicos que trabajan, toma una postura más bien pragmática / realista hacia las observaciones e intervenciones realizadas por científicos e ingenieros y, en particular, hacia sus conexiones con la causalidad: Dados estos puntos de partida, no puede haber una actitud escéptica hacia la causalidad, ya sea en forma singular o genérica. El papel fundamental desempeñado por la causalidad en la práctica científica es innegable. Lo que hace Cartwright, entonces, es reconfigurar el empirismo desde cero basándose en esta idea. En el proceso de reconfiguración, muchos pilares de la visión recibida de la ciencia reciben una paliza. Especialmente la [...] fundamentalidad de las leyes de la naturaleza."

## Vida privada
Cartwright estuvo casada con el filósofo y aristócrata británico Stuart Hampshire (1914-2004) desde 1984 hasta la muerte de este. Antes había estado casada con el filósofo e historiador canadiense Ian Hacking (n. 1936). Tiene dos hijas, Emily y Sophie Hampshire Cartwright, y una nieta, Lucy Charlton.

## Honores y premios
Cartwright fue vicepresidenta (2007-2008) y presidenta (2009-2010) de la Philosophy of Science Association, y presidenta (entre 2008 y 2009) de la División Pacífico de la Asociación Filosófica Estadounidense.
Es profesora emérita en la Escuela de Economía de Londres. Es también miembro de la Academia Británica y de la Academia Estadounidense de las Artes y las Ciencias y de la Academia Alemana de Ciencias Leopoldina.
Ha recibido grados honoriarios de la Universidad Metodista del Sur y de la Universidad de Saint Andrews, así como de la asociación MacArthur.
El 2021 ha sido escogida ganadora del Barcelona Hypatia European Science Prize, en su 3.ª edición, dedicada en esta ocasión al àmbito de las humanidades y las ciencias sociales, por sus destacadas contribuciones a la investigación filosófica.

## Trabajos selectos

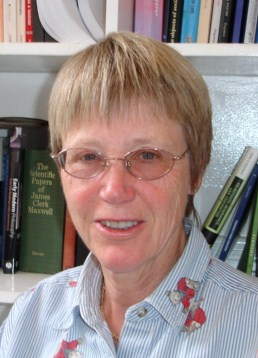
Nancy Cartwright en 2007.

### Libros
- How the Laws of Physics Lie. Oxford University Press, 1983. ISBN 0-19-824704-4. Traducido al idioma chino.
- Nature's Capacities and Their Measurement. Oxford University Press, 1989. ISBN 0-19-824477-0
- The Dappled World: A Study of the Boundaries of Science. Cambridge University Press, 1999. ISBN 0-521-64411-9.
- Hunting Causes and Using Them: Approaches in Philosophy and Economics. Cambridge University Press, 2007. ISBN 0-521-86081-4. Traducido al idioma chino.
- Evidence Based Policy: A Practical Guide to Doing It Better, con Jeremy Hardie. Oxford University Press, 2012.
- Philosophy of Social Science: a new introduction, with Eleonora Montuschi. Oxford University Press, 2014.

### Artículos
- «Causal Laws and Effective Strategies», Noûs (1979).
- «Fundamentalism vs. the Patchwork of Laws», Proceedings of the Aristotelian Society (1994).
- «What is Wrong with Bayes Nets?», The Monist (2001).
- «Causation: One Word, Many Things», Philosophy of Science (2004).
- «A philosopher's view of the long road from RCTs to effectiveness», The Lancet (2011).[8]